# Понежукайское сельское поселение
Понежукайское сельское поселение — муниципальное образование в составе Теучежского муниципального района Республики Адыгея Российской Федерации.
Административный центр — аул Понежукай.

## История
Понежукайский совет был образован в 1918 году. В связи с временной оккупацией района немецко- фашистскими захватчиками архив не сохранился. После освобождения Кубани от немецких захватчиков в феврале 1943 года совет возобновил свою деятельность. Со дня создания возглавили сельский совет аула Понежукай:
Панеш Касей Умарович, Панеш Сафер Гусарукович, Варпок Кадыр Нагоевич, Хот Айтеч Джефович, Хут Исмаил Сханчериевич, Хаджебиекова Мерем, Мешвез Индрис, Тугуз Арамбий Аюбович, Мугу Асланчерий, Наниз Ибрагим Бачирович.
С 1973 года по 1985 год председателем Понежукайского сельского совета народных депутатов работал Хабаху Гисса Тохович, заместителем председателя Понежукайского сельского совета народных депутатов с 1983 по 1985 годы работал Тлехурай Аскер Ереджибович. С 1985 года по 1990 год председателем совета народных депутатов был Тлехурай Аскер Ереджибович.
В подведомственную сеть входили Понежукайская средняя школа № 1, Пшикуйхабльская средняя школа № 12, Понежукайская детская музыкальная школа, детский сад «Насып» и Пшикуйхабльский сельский клуб.
С 1990 года по 1997 год главой администрации Понежукайского сельского округа работал Псеунок Гисса Исхакович. С 1998 года по 2002 года главой администрации местного самоуправления был Блягоз Нальбий Шумафович.
На территории совета находился совхоз «Понежукайский», многоотраслевое сельскохозяйственное предприятие высокой культуры земледелия. В марте 1992 года совет стал администрацией Понежукайского сельского совета, а с апреля 1994 года — администрацией Понежукайского сельского округа, с апреля 1996 года орган власти стал именоваться администрацией местного самоуправления Понежукайского сельского округа. На основании Федерального закона № 131-Ф3 от 06.10.2003 г., Закона Республики Адыгея № 284 от 30.12.2004 г. "О наделении муниципального образования Теучежский район статусом муниципального района, об образовании муниципальных образований в его составе и установлении их границ с 1 января 2006 года действует муниципальное образование Понежукайское сельское поселение.
Исполнительным органом муниципального образования Понежукайское сельское поселение является администрация Понежукайского сельского поселения. Представительный орган — совет народных депутатов Понежукайского сельского поселения, который состоит из 12 депутатов. С 6 июня 2003 года и по настоящее время главой администрации муниципального образования Понежукайское сельское поселение является Яхутль Пшимаф Ибрагимович.

## Население
| 2002  | 2010  | 2011  | 2012  | 2013  | 2014  | 2015  |
| ----- | ----- | ----- | ----- | ----- | ----- | ----- |
| 4188  | ↗5212 | ↗5213 | ↘5171 | ↗5179 | ↘5177 | ↘5163 |
| 2016  | 2017  | 2018  | 2019  | 2020  | 2021  | 2023  |
| ↘5090 | ↘5039 | ↘4974 | ↘4907 | ↘4848 | ↗5108 | ↘5078 |
| 2024  |       |       |       |       |       |       |
| ↗5140 |       |       |       |       |       |       |

### Национальный состав
По переписи населения 2010 года из 5 212 проживающих в сельском поселении, 5 193 человека указали свою национальность:
| Национальность | %       | Численность |
| -------------- | ------- | ----------- |
| Адыгейцы       | 92,62 % | 4 810       |
| Русские        | 5,58 %  | 290         |
| Черкесы        | 0,50 %  | 26          |
| Армяне         | 0,39 %  | 20          |

По данным переписи населения 2021 года из 5108 проживающих в сельском поселении, 5062 человека указали свою национальность
:
| Народ           | Численность, чел. | Доля от населения, % |
| --------------- | ----------------- | -------------------- |
| Адыги (Черкесы) | 4 691             | 92,67 %              |
| Русские         | 350               | 6,91 %               |

## Состав сельского поселения
| № | Населённый пункт | Тип населённого пункта      | Население |
| - | ---------------- | --------------------------- | --------- |
| 1 | Понежукай        | аул, административный центр | ↗3401     |
| 2 | Нешукай          | аул                         | ↗922      |
| 3 | Нечерезий        | аул                         | →344      |
| 4 | Пшикуйхабль      | аул                         | ↗281      |
| 5 | Колос            | хутор                       | ↗177      |
| 6 | Шундук           | хутор                       | →14       |
| 7 | Заря             | посёлок                     | →1        |
| 8 | Кочкин           | хутор                       | →0        |

## Экономика
На территории Понежукайского сельского поселения расположены 50 организаций, учреждений и предприятий, 48 магазинов.

## Почётные граждане
- Блягоз Хазрет Рамазанович,
- Мугу Рашид Сагидович,
- Тлехурай Адам Аюбович,
- Удычак Юрий Юнусович,
- Хакуй Аскер Теучежевич,
- Хачмамук Вячеслав Асланович,
- Хуаз Аскер Мусрадинович.

## Археология
В Пшикуйхабле археологом А. Д. Резепкиным в погребении майкопской культуры были обнаружены модели колёс.